# Hôtel de ville de Belfast
L'hôtel de ville de Belfast (en irlandais : Halla na Cathrach Bhéal Feirste ; en Ulster-Scots : Bilfawst Citie Haw) est le bâtiment du conseil municipal de Belfast situé à Donegall Square, à Belfast, en Irlande du Nord. Sa façade est située au nord et le bâtiment sépare les zones commerciales de celles d'affaires du centre-ville. C'est un bâtiment classé Grade A (édifices d'importance nationale et exemples supérieurs d'un type spécifique).

## Histoire

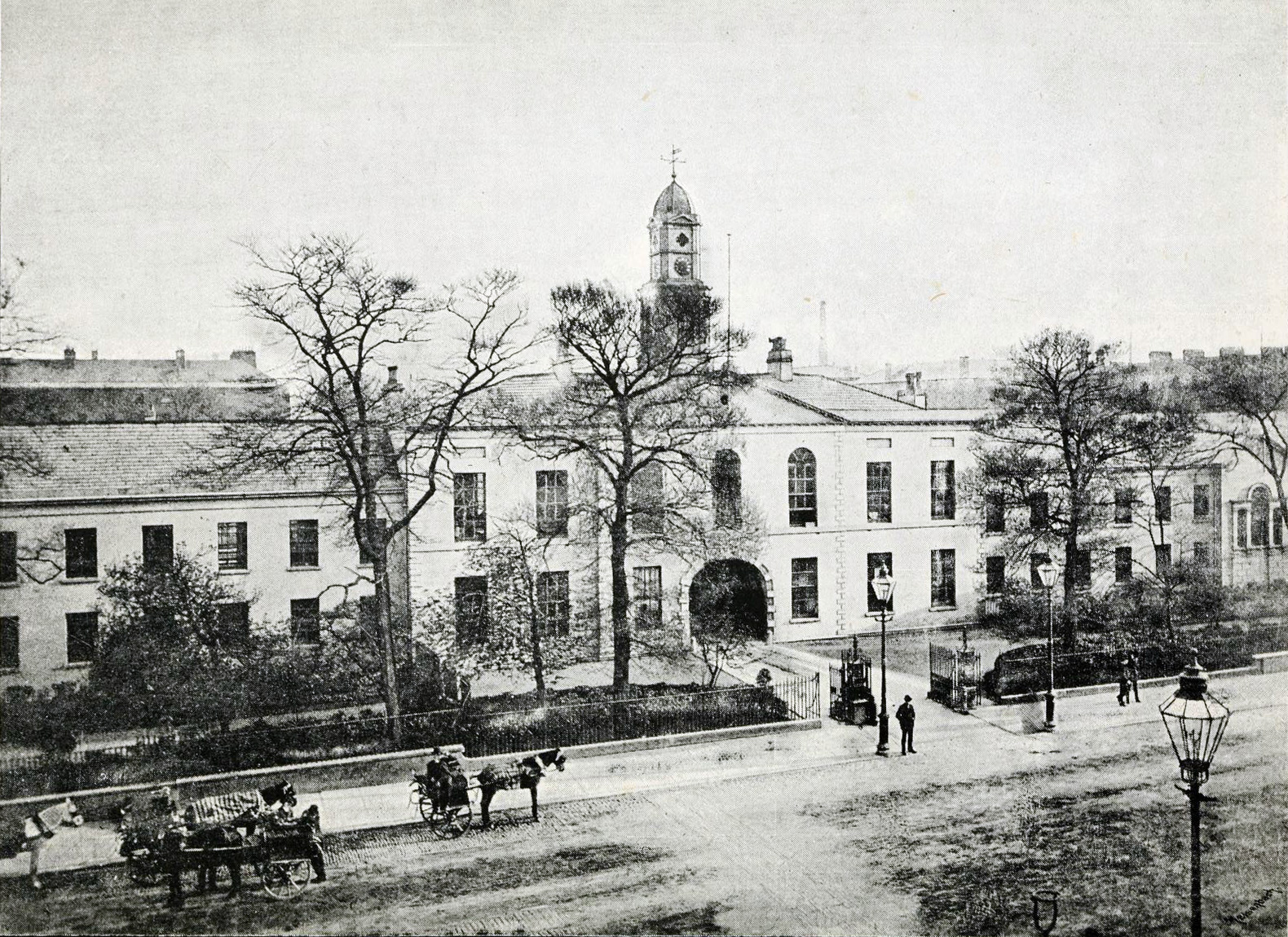
Le White Linen Hall, ou la bibliothèque Linen Hall telle qu'elle était en 1888, désormais remplacée par l'hôtel de ville.

Le site aujourd'hui occupé par l'hôtel de ville de Belfast abritait autrefois le White Linen Hall, un important centre d'échange international de lin. La rue qui va de sa porte arrière au milieu du Linen Quarter, est la Linen Hall Street.
Les plans de l'hôtel de ville été conçus en 1888 lorsque Belfast a reçu le statut de cité au Royaume-Uni de la reine Victoria en reconnaissance de l'expansion rapide de la ville et de ses industries prospères du lin, de fabrication de cordes, de construction navale et d'ingénierie. Au cours de cette période, Belfast a brièvement dépassé Dublin en tant que ville la plus peuplée d'Irlande. La Belfast Corporation a utilisé ses bénéfices tirés de l'industrie du gaz pour payer la construction de l'hôtel de ville. Le bâtiment, qui a été conçu par Sir Alfred Brumwell Thomas dans le style néo-baroque, a été construit en pierre de Portland pour un coût de 369 000 £ et a ouvert ses portes le 1er août 1906. Les entreprises locales H&J Martin et WH Stephens ont été impliquées dans sa conception et sa construction.
L'hôtel de ville de Durban, en Afrique du Sud, est presque une réplique exacte de l'hôtel de ville de Belfast. Il a été construit en 1910 et conçu par Stanley G. Hudson, qui s'est inspiré du son plan. Le bâtiment du port de Liverpool, conçu par Sir Arnold Thornely et achevé en 1913, est un autre bâtiment très proche.
Le 1er août 2006, la mairie a fêté son centenaire avec une exposition « Century of Memories » (« Un siècle de souvenirs ») et une journée de pique-nique en famille. Le 3 décembre 2012, le conseil municipal a voté pour limiter les jours où l'Union Flag flotte sur l'hôtel de ville à 18 jours maximum. Depuis 1906, le drapeau flottait tous les jours de l'année. Cette décision a été soutenue par les conseillers nationalistes irlandais et par ceux du parti de l'Alliance d'Irlande du Nord. Elle s'est heurté à l'opposition des conseillers unionistes, qui avaient joui de la majorité au conseil jusqu'aux élections locales d'Irlande du Nord de 2011. Le soir du vote, des manifestants unionistes et loyalistes ont tenté de prendre d'assaut la mairie. Ils ont organisé des manifestations dans toute l'Irlande du Nord, dont certaines sont devenues violentes.

## Extérieur
L'hôtel de ville comporte des tours à chacun des quatre coins, avec une lanterne couronnant le centre du dôme de cuivre vert, culminant à 52,7304 m. La sculpture du fronton est de FW Pomeroy, assisté du sculpteur local J. Edgar Winter, et figure au verso de la série actuelle de billets de 10 £, 20 £, 50 £ et 100 £ émis par la Northern Bank.

## Intérieur
L'intérieur présente un certain nombre de caractéristiques notables, notamment la Porte-Cochère (« the Porte-Cochère ») et la Grande Entrée (« the Grand Entrance »), le Grand Escalier (« the Grand Staircase », la Salle de Réception (« the Reception Room ») et la Salle des Banquets (« the Banqueting Hall »). Le toit au-dessus de la salle des banquets a été détruit lors du blitz de Belfast dans la nuit du 4 au 5 mai 1941 et a dû être reconstruit.
Les marbres de Carrare, Pavonazzo et Brescia sont largement utilisés dans tout le bâtiment, tout comme les vitraux représentant entre autres les armoiries de Belfast, les portraits de la reine Victoria et de Guillaume III, et les boucliers des provinces d'Irlande. Un vitrail commémore la 36e (Ulster) Division.
|      |
| Dôme |

|                          |
| Rotonde du premier étage |

|                              |
| Sculpture du Earl of Belfast |

|                   |
| Escalier centrale |

|                   |
| Entrée principale |

## Terrains et mémoriaux publics

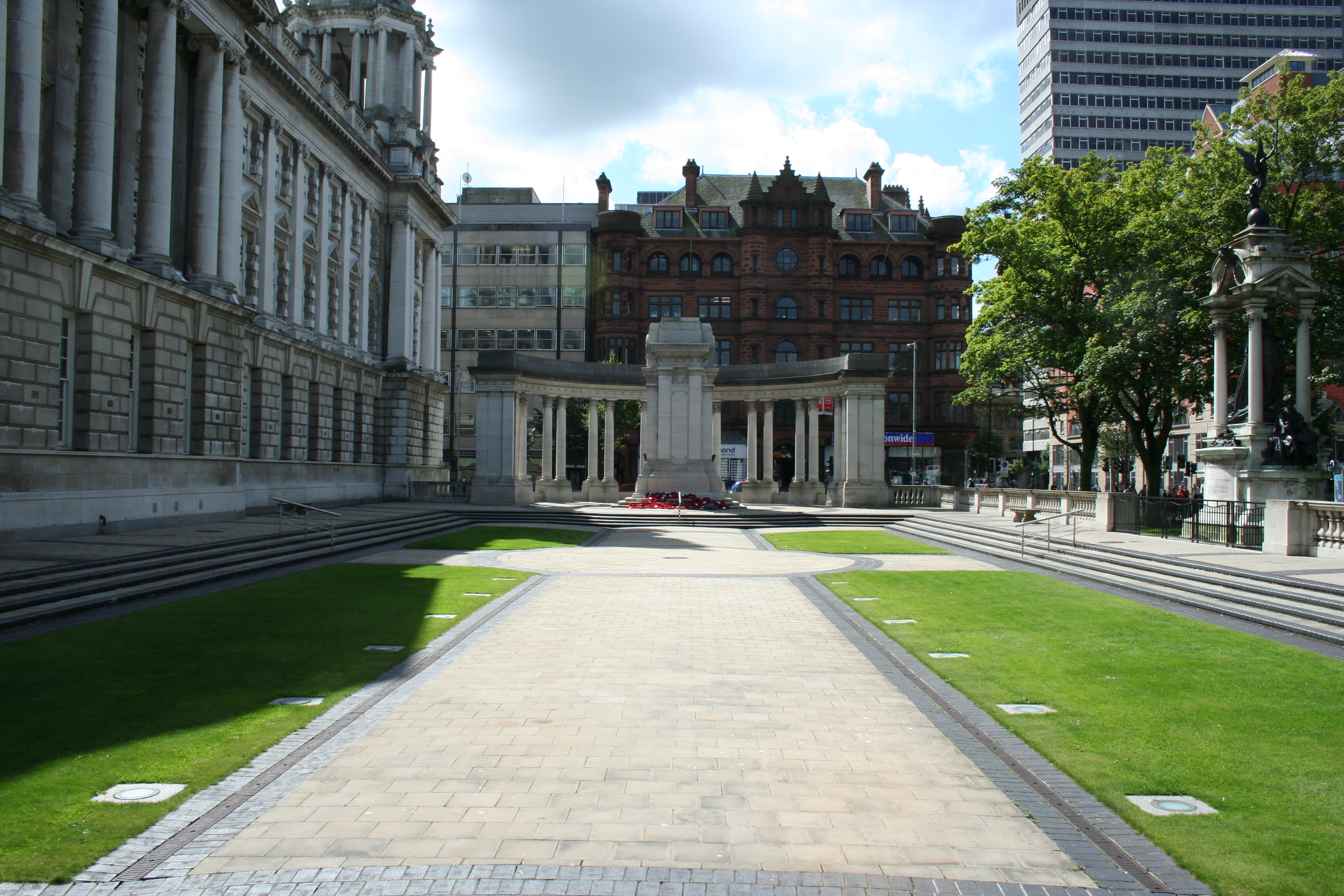
Jardin du souvenir et le cénotaphe de Belfast.

Le mémorial à Sir Edward Harland, l'ancien chef des chantiers navals Harland and Wolff et Lord Maire de Belfast, a été sculpté par Sir Thomas Brock et dévoilé par le comte de Glasgow le 23 juin 1903. La statue de la reine Victoria, également par Brock, a été dévoilée par le roi Édouard VII le 27 juillet 1903. Le Titanic Memorial de Belfast a été inauguré en juin 1920.
Le parc abrite également le principal mémorial de la guerre d'Irlande du Nord, le Jardin du Souvenir et le Cénotaphe, inauguré en 1929. Une colonne de granit dédiée à l'American Expeditionary Force dont beaucoup étaient basées à Belfast avant le jour J, a été dévoilée en 1943.
Un mémorial au matelot de 1re classe James Magennis VC, fait de pierre de Portland et de bronze, a été érigé sur le terrain en octobre 1999.
Le 3 janvier 2006, les conseillers municipaux de Belfast ont ratifié un plan visant à ériger une statue au regretté footballeur de Belfast George Best dans l'enceinte de l'hôtel de ville. À la suite de l'approbation de la famille Best, le George Best Memorial Trust a été créé en décembre 2006. Le mécène de la fiducie, David Healy, a contribué pour 1 000 £ au coût total estimé de 200 000 £.
En octobre 2007, une grande roue de 60 mètres a été construite dans le parc, offrant aux passagers des vues panoramiques 60, 96 m au-dessus de la ville. La roue avait 42 capsules climatisées, pouvant contenir jusqu'à six adultes et deux enfants. La roue a finalement fermé à 18h00 le 11 avril 2010 et a été retirée en mai 2010.

En 2008, le mémorial de la rivière Imjin y a été déplacé lors de la fermeture de la caserne St Patrick à Ballymena. Le mémorial commémore les soldats irlandais (« Irish troops ») disparus lors de la bataille de Chaegunghyon (bataille de Happy Valley) en janvier 1951 pendant la guerre de Corée.

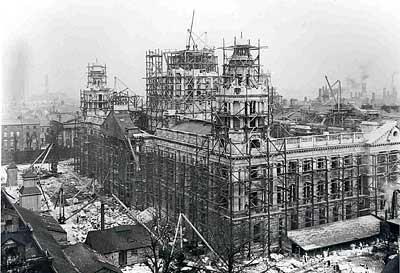
En construction
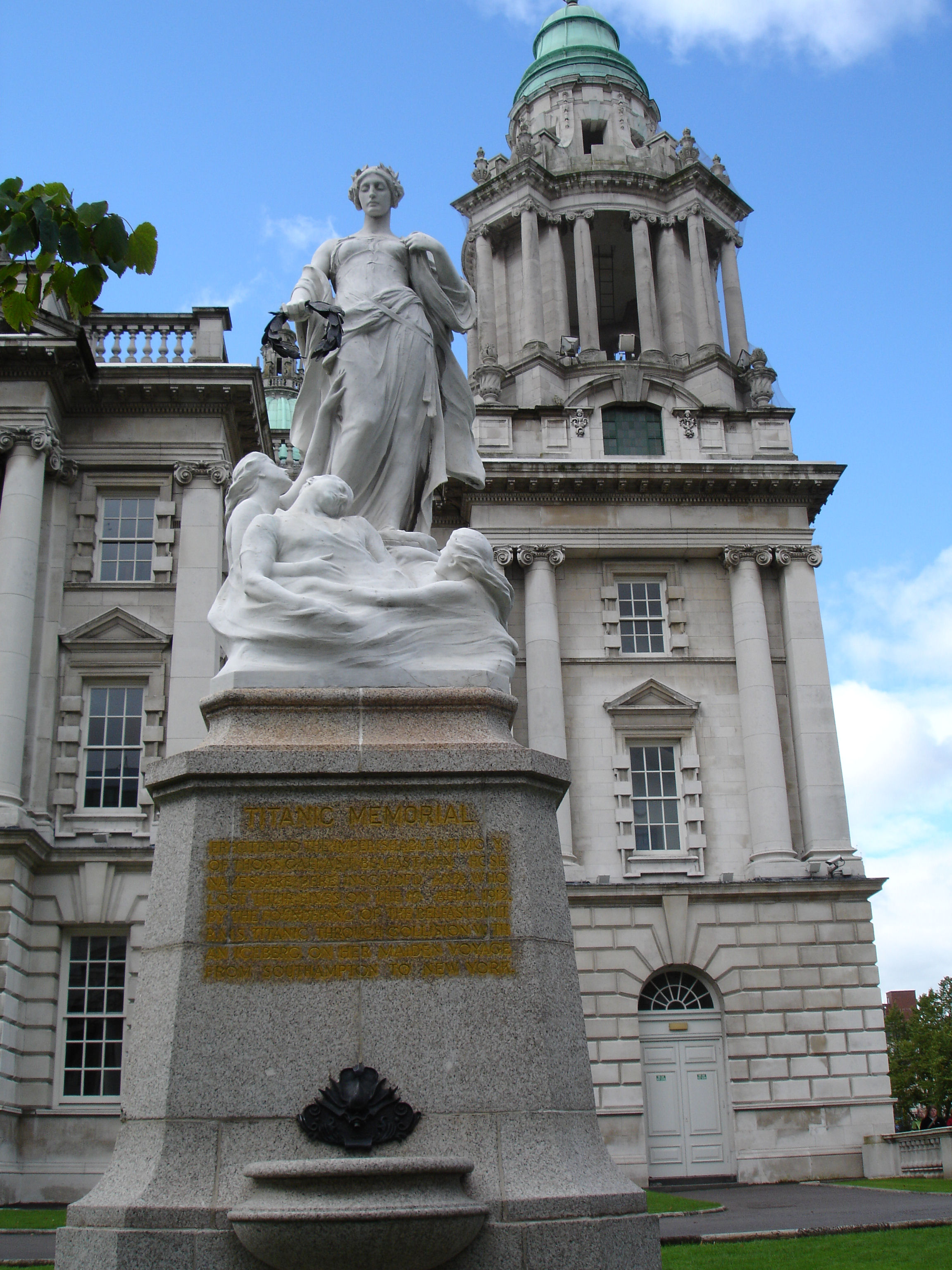
Belfast - Mémorial du Titanic
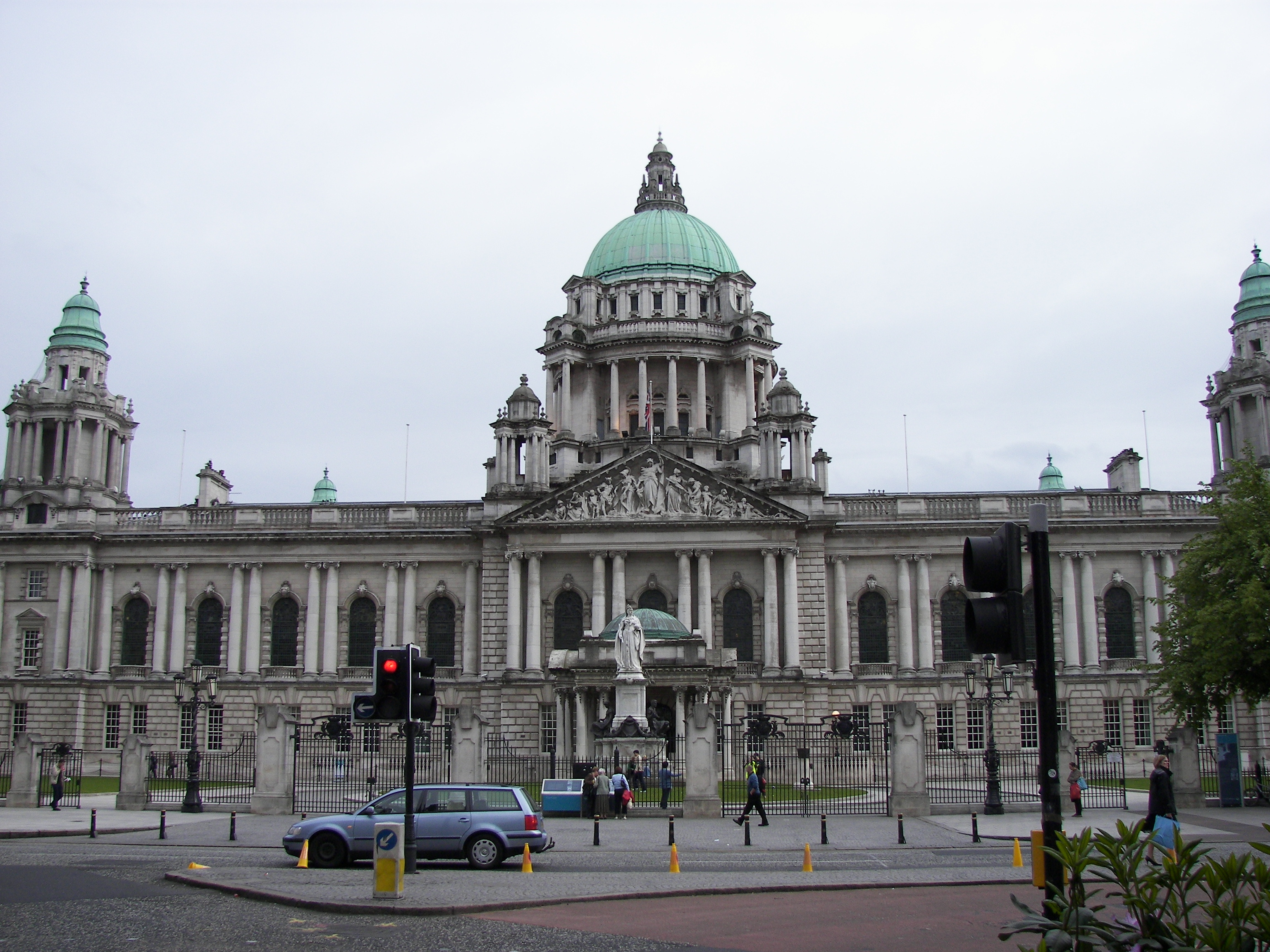
Façade du bâtiment
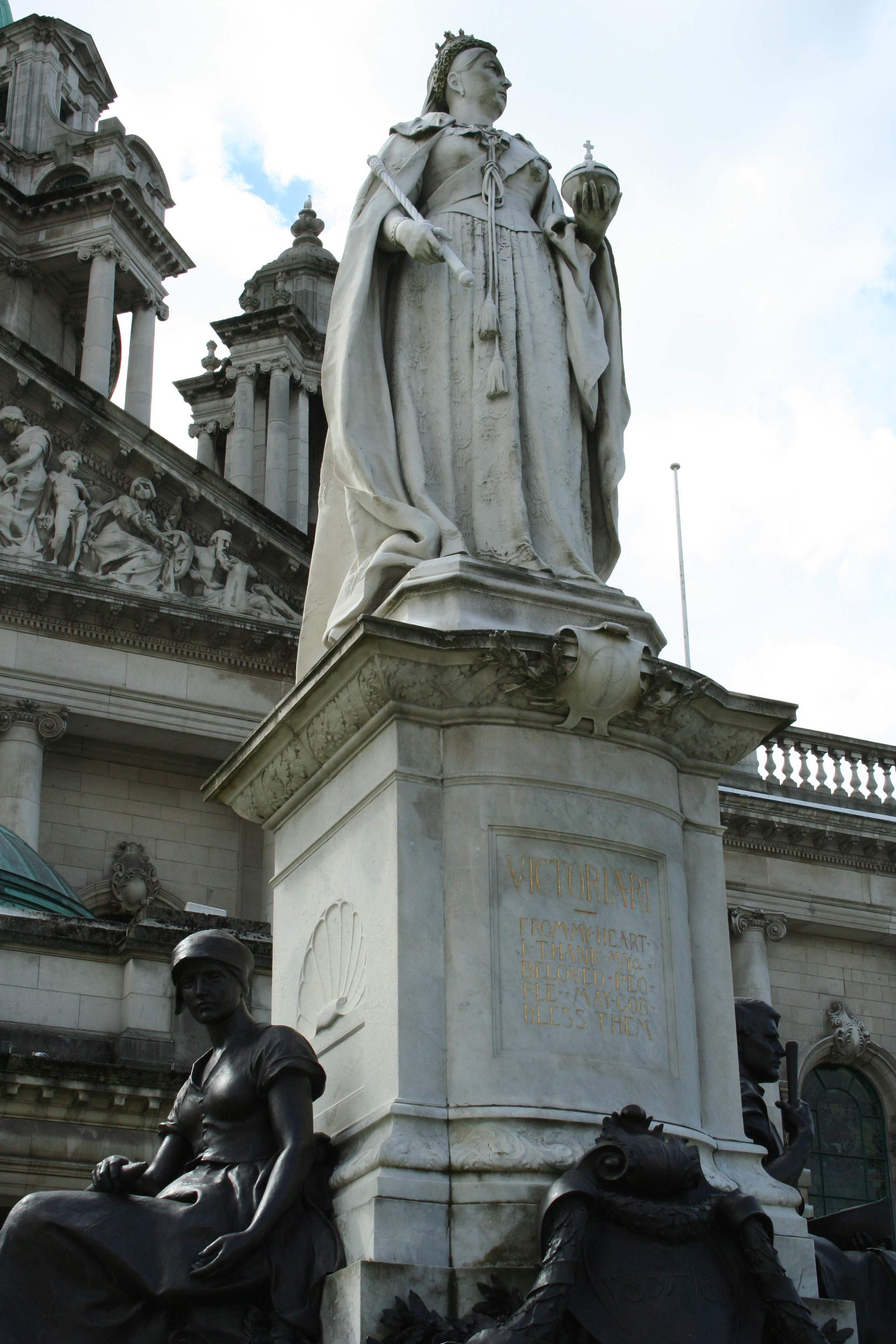
Monument à la reine Victoria
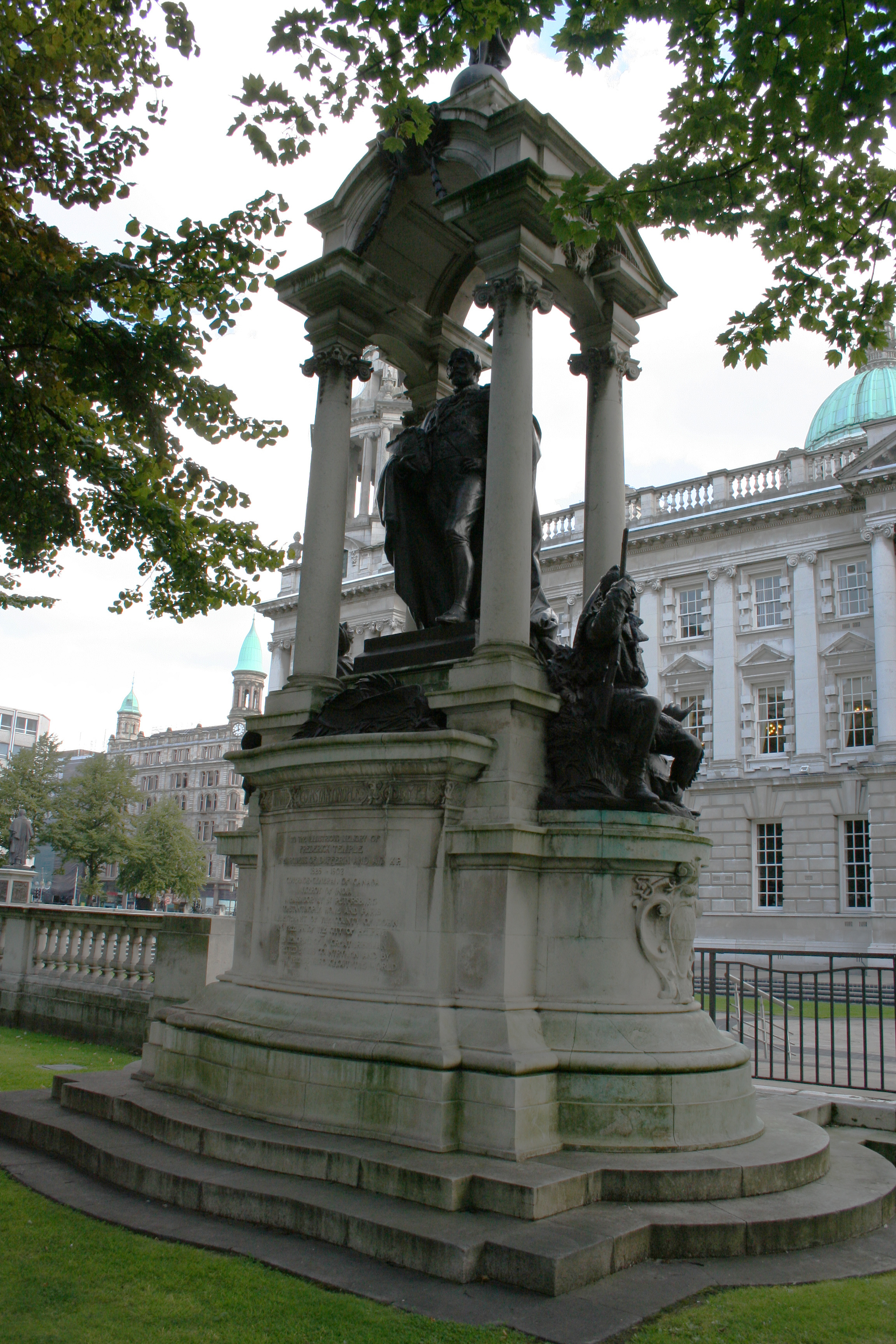
Monument à lord Dufferin
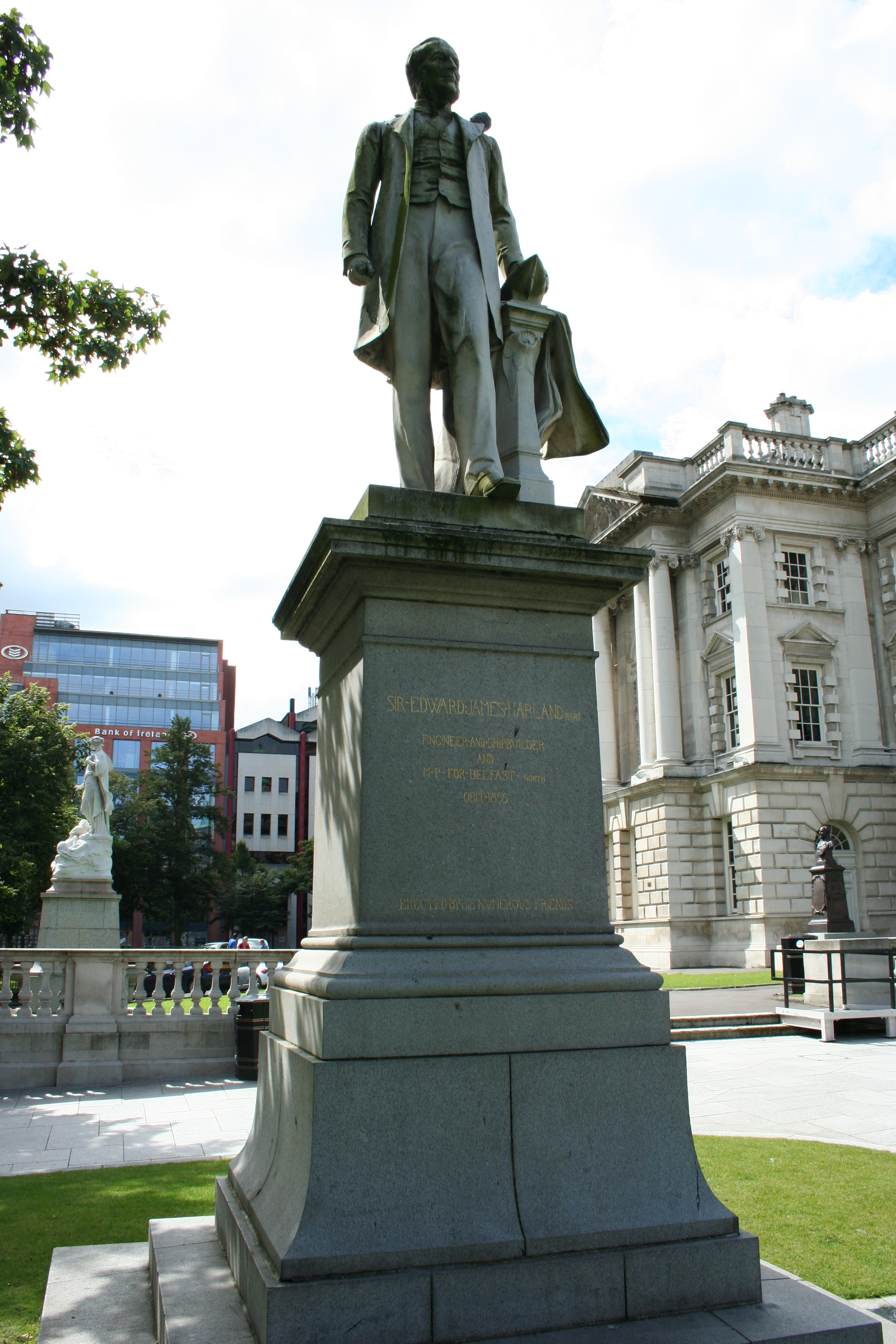
Statue d'Edward James Harland, fondateur de Harland and Wolff
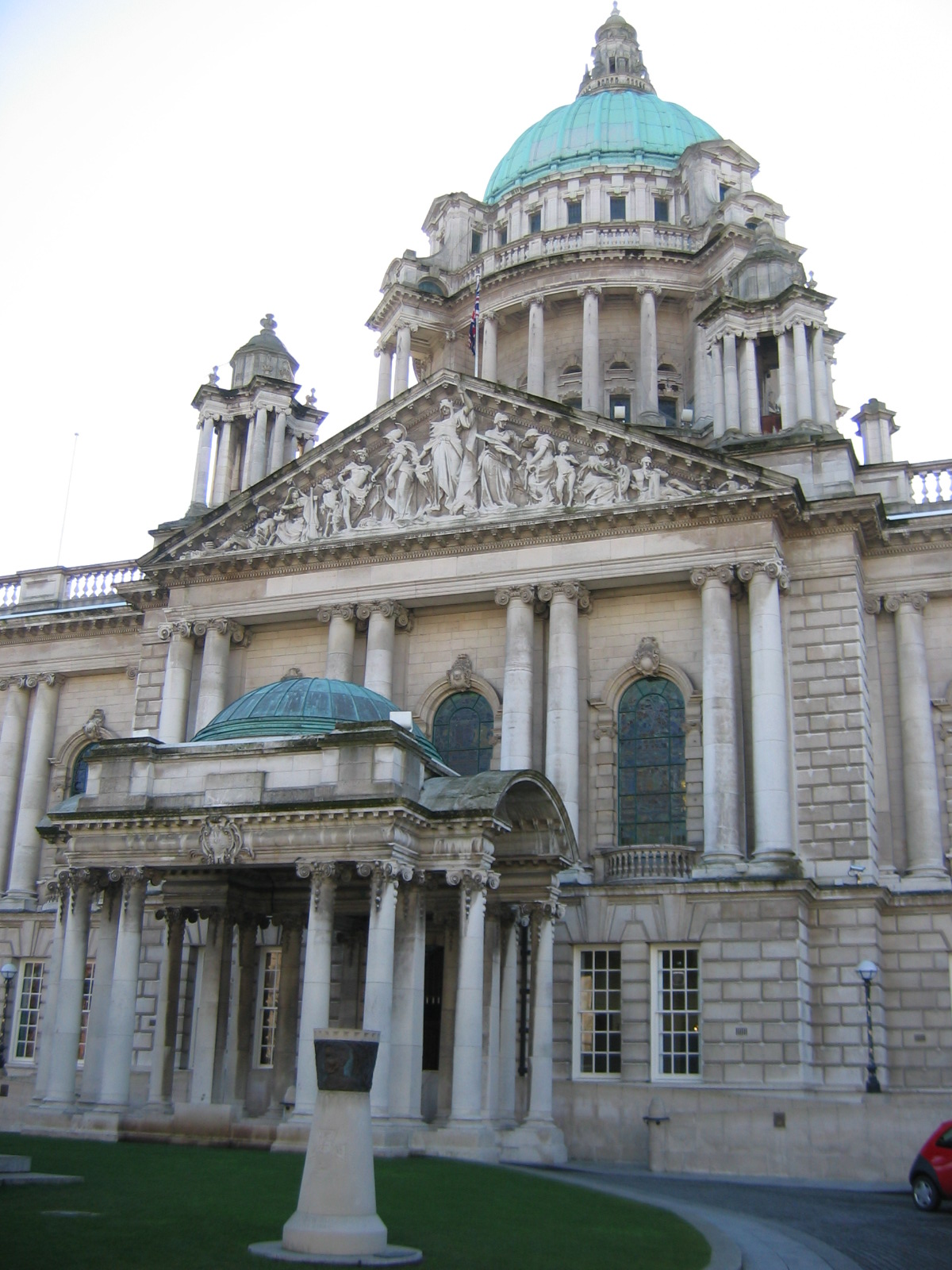
Mémorial à James Magennis VC (2004)
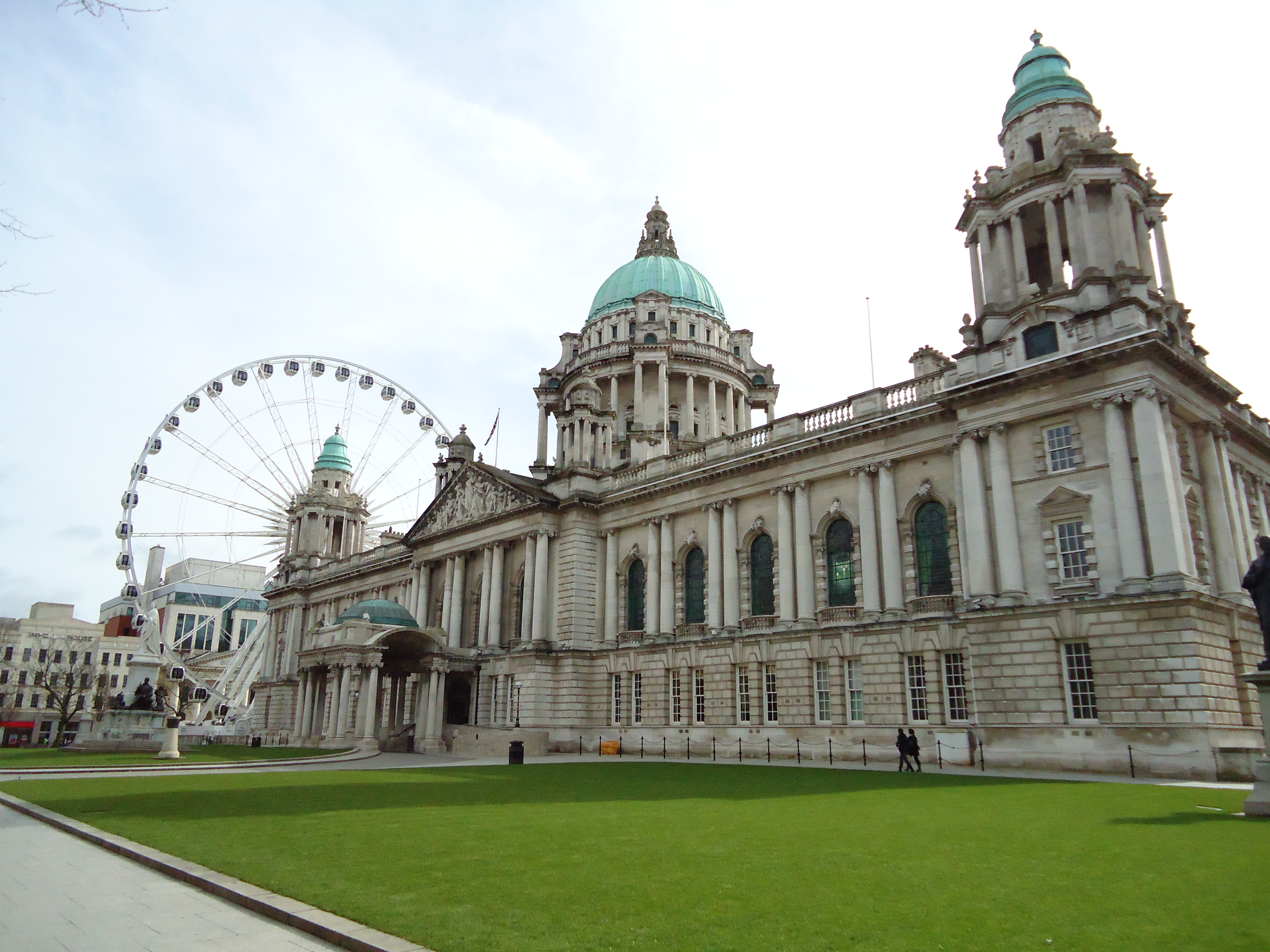
Vue montrant l'hôtel de ville de Belfast avec la roue de Belfast sur le côté, fin mars 2010
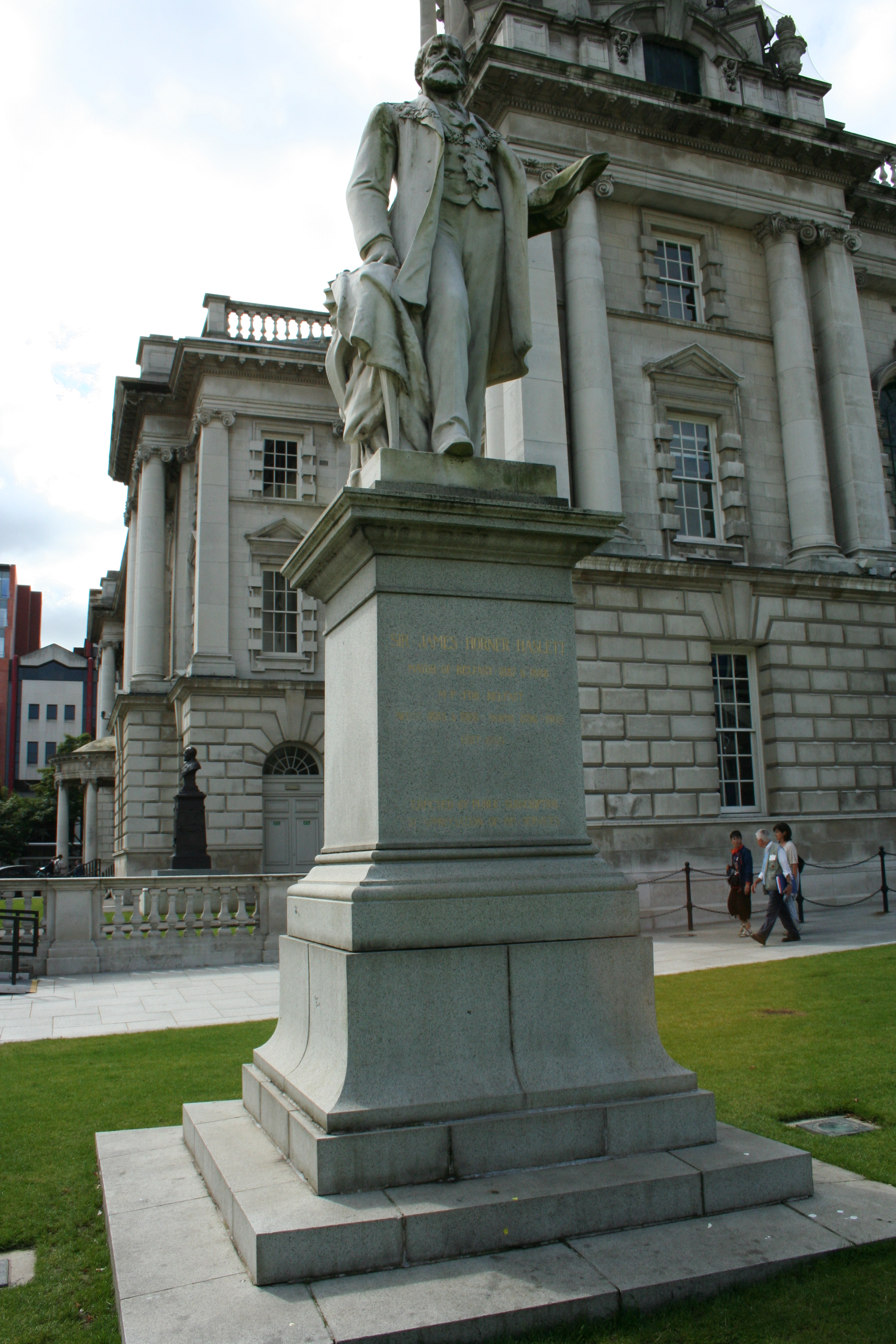
Statue de James Horner Haslett, maire de Belfast (1887-88)
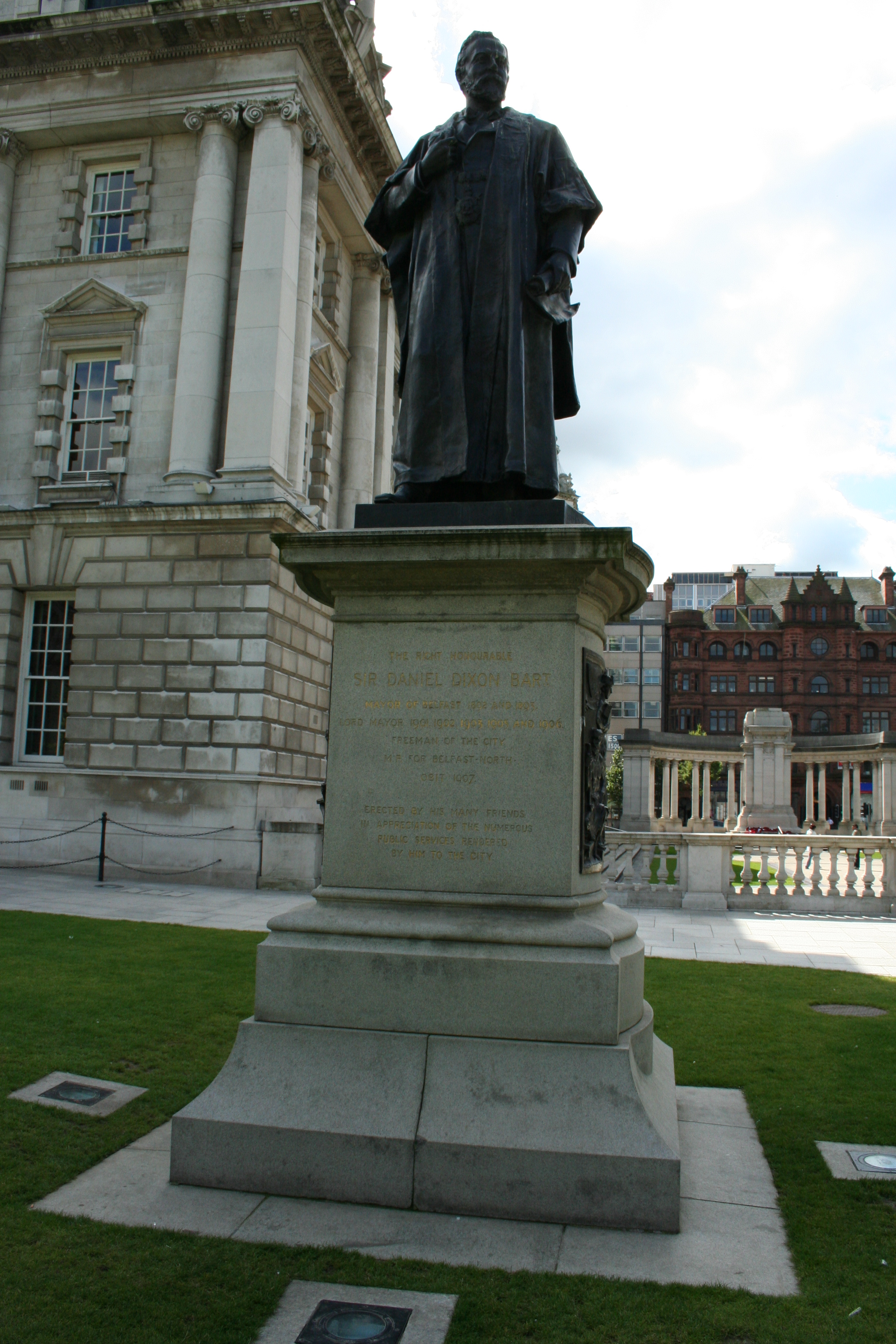
Statue de Sir Daniel Dixon, premier lord-maire de Belfast (1892-93, 1901-04 et 1905-07)
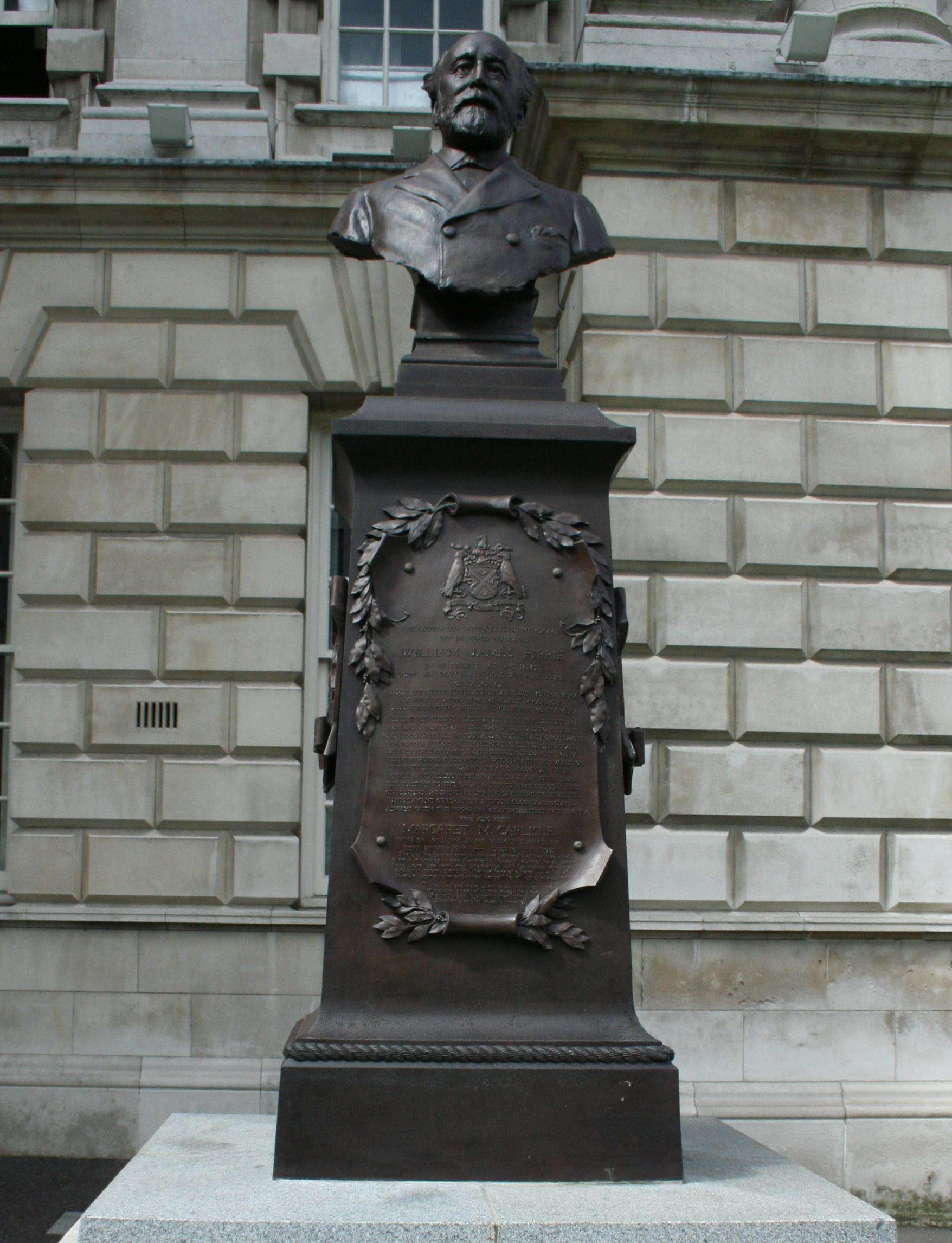
Statue de William James Pirrie, lord-maire de Belfast (1896-98)
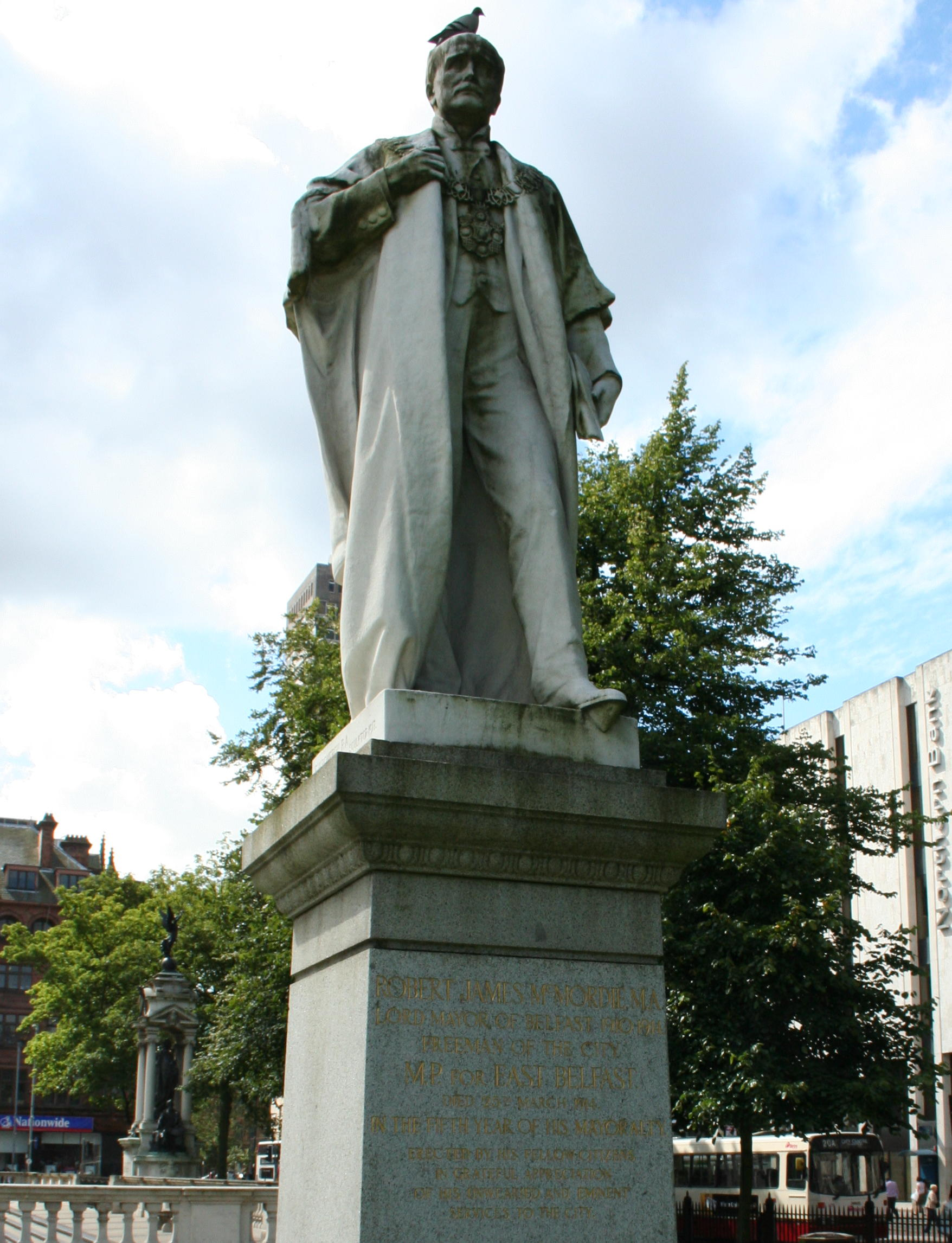
Statue de Robert James McMordie, lord-maire de Belfast (1910-1914)
Au crépuscule